# Soběšín
Soběšín (německy Sobieschin) je obec v okrese Kutná Hora ve Středočeském kraji. Leží na pravém břehu řeky Sázavy asi 29 kilometeů jihozápadně od Kutné Hory a deset kilometrů jižně od města Sázava. U této obce se stéká řeka Sázava s řekou Blanicí. V obci žije 183 obyvatel.

## Historie
První písemná zmínka o obci pochází z roku 1291.
Dne 1. ledna 1993 byla celá obec Otryby přejmenována na původní název Soběšín.

## Obyvatelstvo
| Rok            | 1869 | 1880 | 1890 | 1900 | 1910 | 1921 | 1930 | 1950 | 1961 | 1970 | 1980 | 1991 | 2001 | 2011 | 2021 |
| -------------- | ---- | ---- | ---- | ---- | ---- | ---- | ---- | ---- | ---- | ---- | ---- | ---- | ---- | ---- | ---- |
| Počet obyvatel | 505  | 502  | 494  | 557  | 471  | 476  | 463  | 384  | 367  | 308  | 260  | 216  | 182  | 146  | 180  |
| Počet domů     | 69   | 63   | 73   | 69   | 70   | 71   | 90   | 110  | 100  | 94   | 80   | 115  | 106  | 117  | 124  |

## Obecní správa

### Územněsprávní začlenění
Dějiny územněsprávního začleňování zahrnují období od roku 1850 do současnosti. V chronologickém přehledu je uvedena územně administrativní příslušnost obce (osady) v roce, kdy ke změně došlo:
- 1850 země česká, kraj Pardubice, politický okres Kolín, soudní okres Uhlířské Janovice[7]
- 1855 země česká, kraj Čáslav, soudní okres Uhlířské Janovice
- 1868 země česká, politický okres Kutná Hora, soudní okres Uhlířské Janovice
- 1939 země česká, Oberlandrat Kolín, politický okres Kutná Hora, soudní okres Uhlířské Janovice[8]
- 1942 země česká, Oberlandrat Praha, politický okres Kutná Hora, soudní okres Uhlířské Janovice[9]
- 1945 země česká, správní okres Kutná Hora, soudní okres Uhlířské Janovice[10]
- 1949 Pražský kraj, okres Kutná Hora[11]
- 1960 Středočeský kraj, okres Kutná Hora
- 1961 Středočeský kraj, okres Kutná Hora, obec Otryby[4]
- k 1. lednu 1993 Středočeský kraj, okres Kutná Hora[4]
- 2003 Středočeský kraj, obec s rozšířenou působností Kutná Hora

### Části obce
- Otryby
- Soběšín

## Společnost
V obci Soběšín (přísl. Mazourův Mlýn, Otryby, 476 obyvatel) byly v roce 1932 evidovány tyto živnosti a obchody: družstvo pro rozvod elektrické energie v Otrybech, galanterie, 3 hostince, kolář, 2 kováři, lihovar, 2 mlýny, pila, 3 rolníci, obchod se smíšeným zbožím, spořitelní a záložní spolek pro Soběšín a Otryby, 2 trafiky, truhlář, velkostatek Šternberk.

## Doprava
Dopravní síť
- Pozemní komunikace – Do obce vedou silnice III. třídy. Ve vzdálenosti 2 km vede silnice II/111 Nechyba - Soběšín - Český Šternberk - Bystřice.

- Železnice – Obcí vede železniční trať 212 Čerčany - Světlá nad Sázavou. Jedná se o jednokolejnou regionální trať, zahájení dopravy bylo roku 1901.

Veřejná doprava 2011
- Autobusová doprava – Do obce vedla autobusová linka Uhlířské Janovice-Sázava-Rataje n.S.-Soběšín (v pracovních dnech 5 spojů) (dopravce Veolia Transport Východní Čechy).

- Železniční doprava – Železniční zastávkou Soběšín jezdilo v pracovní dny 11 párů osobních vlaků, o víkendu 10 párů osobních vlaků.

## Pamětihodnosti
- Kostel Archanděla Michaela
- Pomník táborů Rudých průkopníků
- Most vystavěný po druhé světové válce z materiálu amerických ženistů

## Galerie

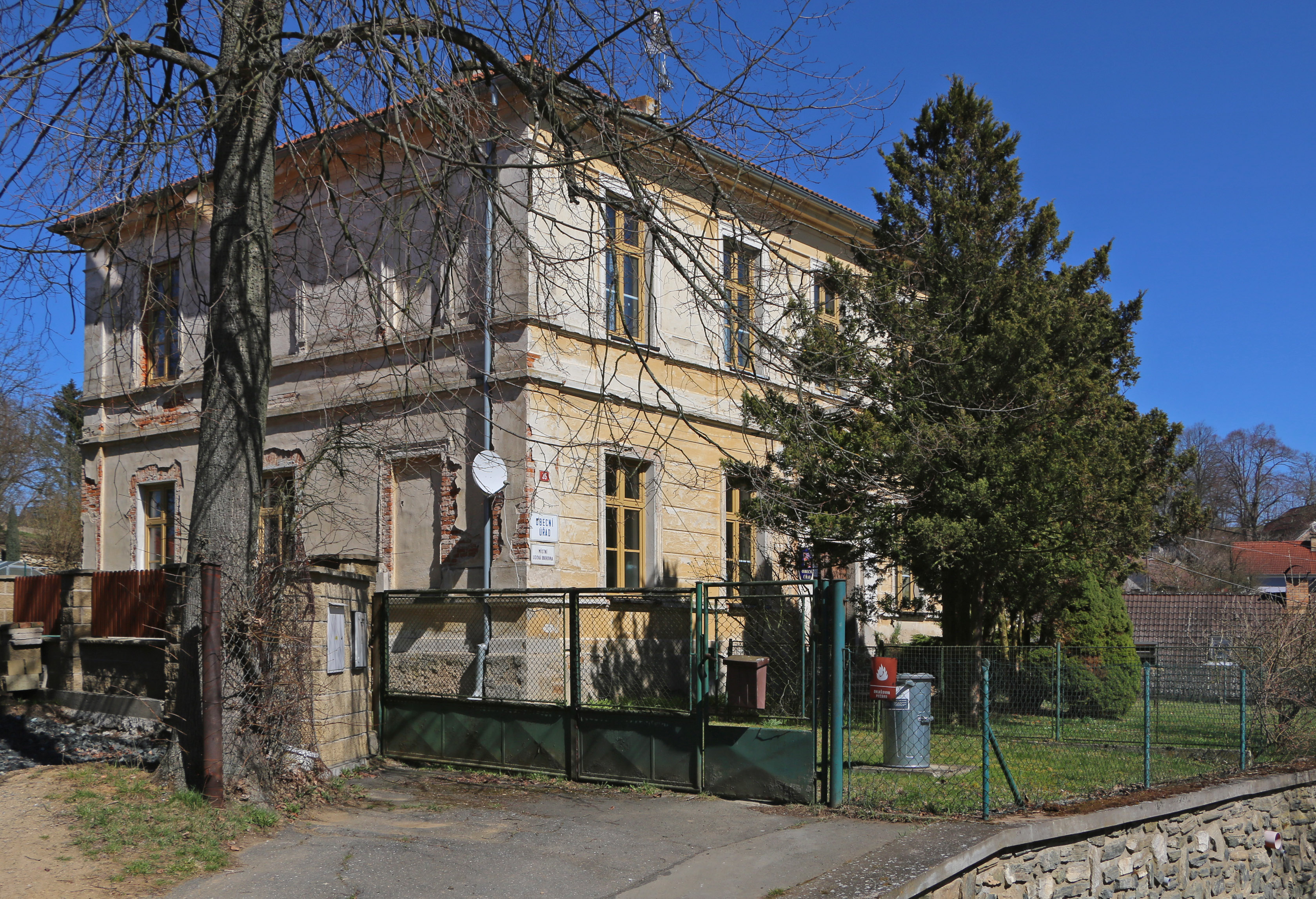
Obecní úřad umístěný ve vesnici Otryby
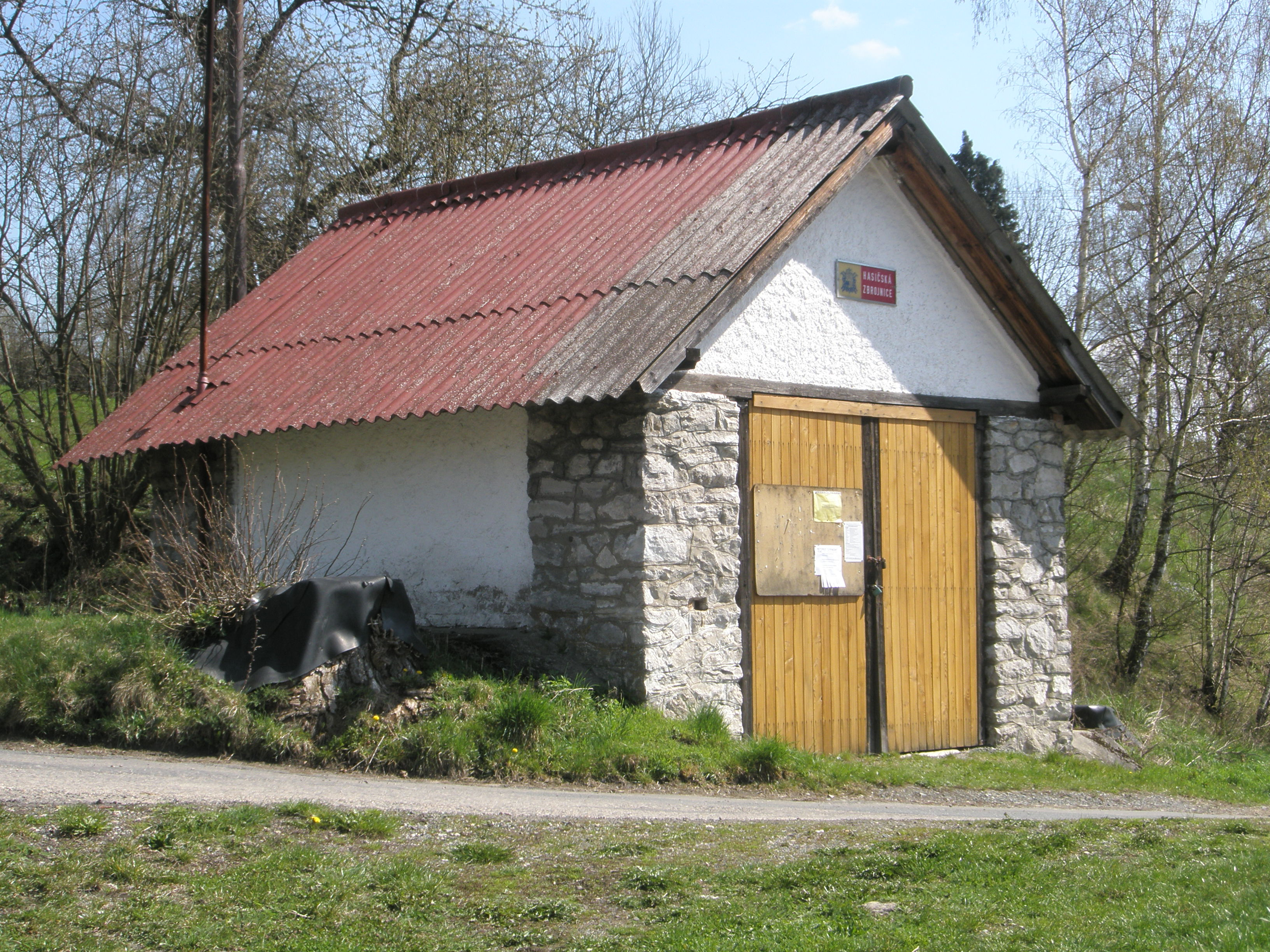
Hasičská zbrojnice
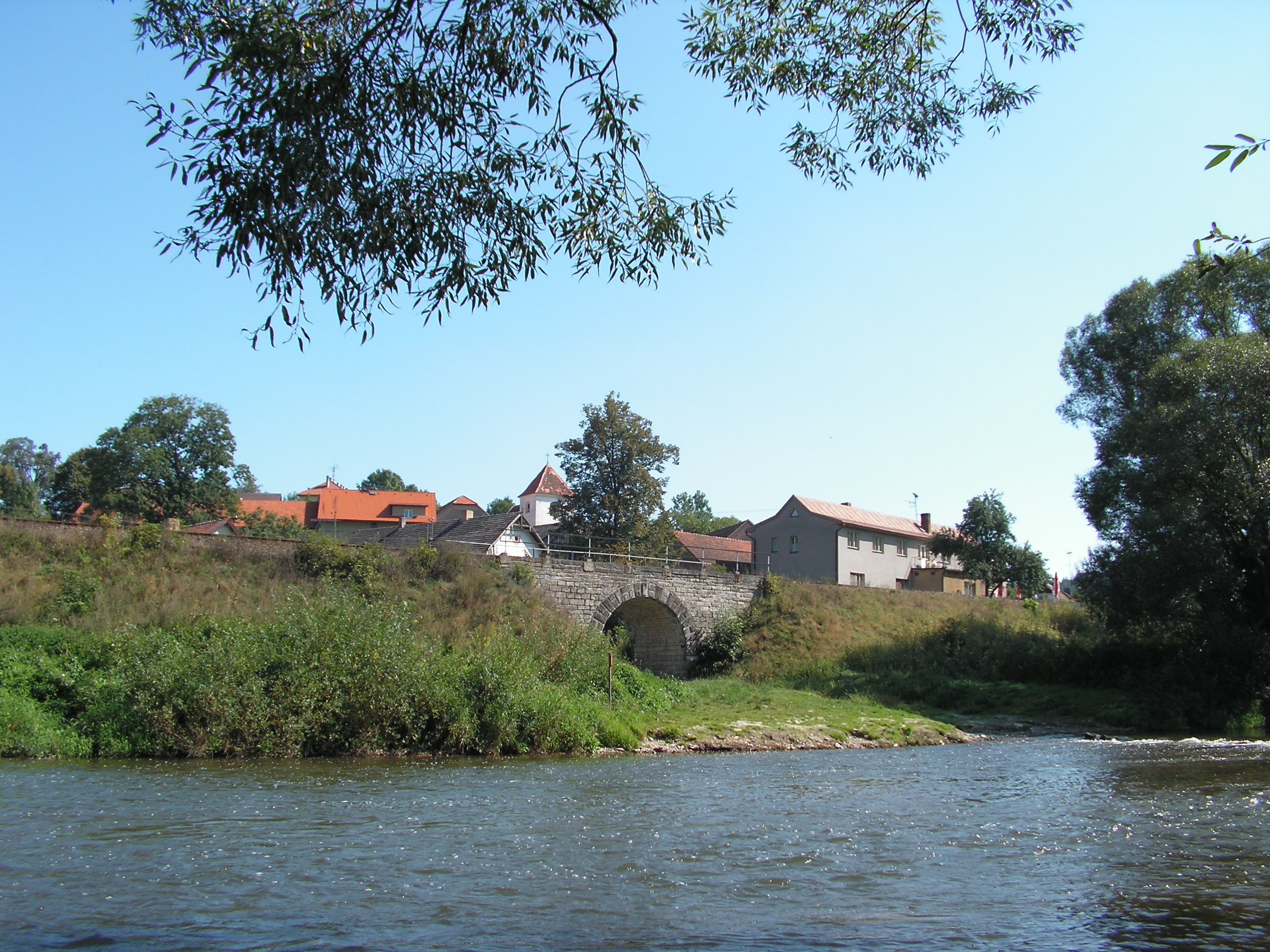
Sázava v Soběšíně
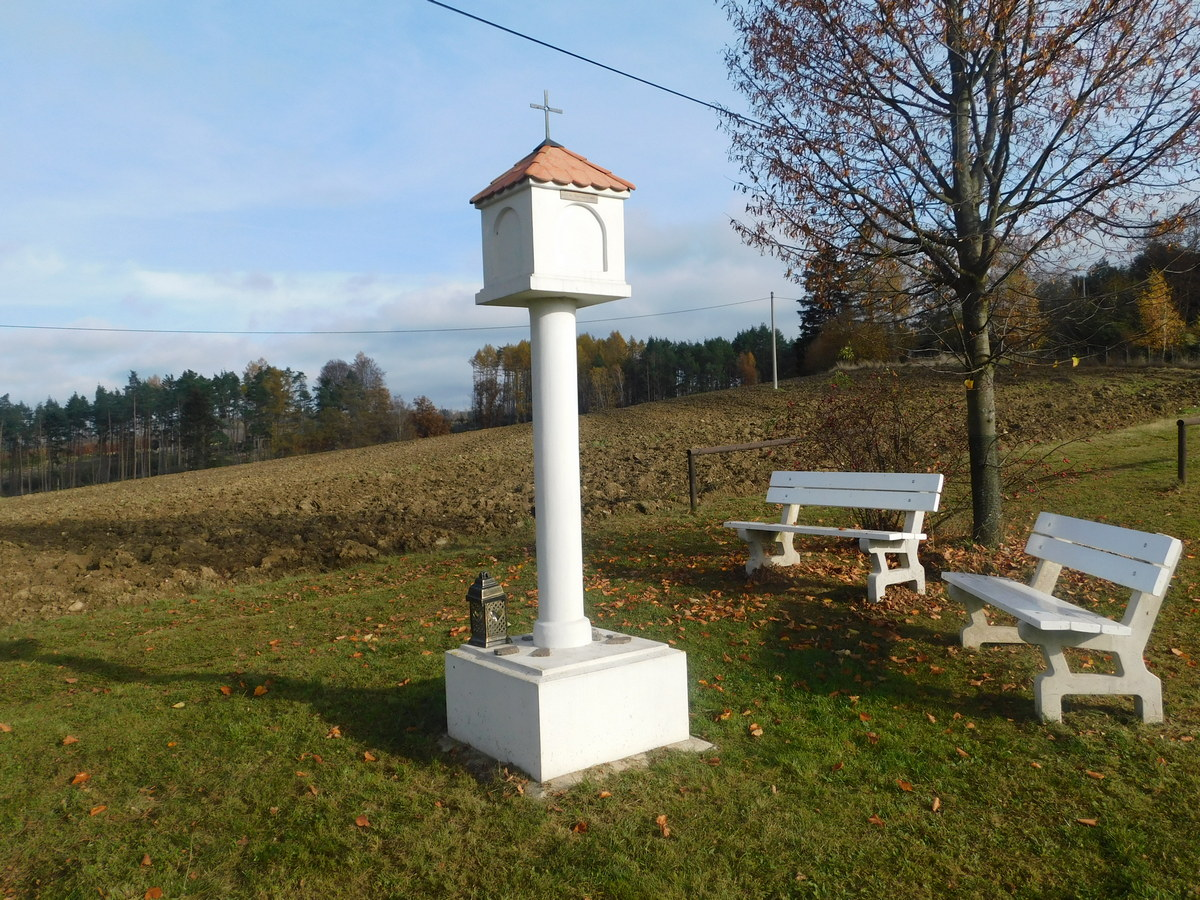
Kaplička u domu čp. 90